# Berganty
Berganty település Franciaországban, Lot megyében. Lakosainak száma 138 fő (2022. január 1.). Berganty Esclauzels, Concots és Saint-Cirq-Lapopie községekkel határos.

## Népesség
A település népességének változása:
| Lakosok száma | 98   | 112  | 74   | 96   | 110  | 111  | 116  | 118  | 122  | 138  |
|               | 1968 | 1982 | 1990 | 2006 | 2013 | 2015 | 2017 | 2019 | 2020 | 2022 |